# Nath
Nath refereert onder andere aan de sadhoe Nathsekte uit India.
In het Sanskriet betekent Nath God, Beschermer, Beschutting. Adinath betekent eerste of oorspronkelijke Heer en is daarom synoniem met Shiva, Mahadeva of Maheshvara, en voorbij deze mentale concepten, de Ultieme Absolute Realiteit als de voortbrenger van alle dingen.
De Nathatraditie is een heterodoxe Siddhatraditie met veel sub-sekten. De stroming is opgericht door Matsyendranath en verder ontwikkeld door Gorakshanath. Deze twee individuen worden ook vereerd in het Tibetaanse boeddhisme als Mahasiddhas (Ultiem Begaafde Wezens) en hen wordt geweldige krachten toegeschreven.